# Aegiphila graveolens
Aegiphila graveolens là một loài thực vật có hoa trong họ Hoa môi. Loài này được Mart. & Schauer mô tả khoa học đầu tiên năm 1847.